# Пучек Тетяна Миколаївна
Тетя́на Пу́чек (біл. Таццяна Мікалаеўна Пучак; нар. 9 січня 1979) — колишня білоруська тенісистка. 
Найвищу одиночну позицію рейтингу WTA — ранг 55 досягнула 22 липня 2002 року. Завершила кар'єру 2012 року. 

## Фінали турнірів WTA

### Одиночний розряд: 1 (0-1)
| Легенда: до 2009      | Легенда: починаючи з 2009 |
| --------------------- | ------------------------- |
| WTA Championships (0) |                           |
| Tier I (0)            | Premier Mandatory (0)     |
| Tier II (0)           | Premier 5 (0)             |
| Tier III (0)          | Premier (0)               |
| Tier IV & V (0/1)     | International (0)         |

| Результат | Ранг | Дата           | Турнір                    | Покриття | Опонент             | Рахунок  |
| --------- | ---- | -------------- | ------------------------- | -------- | ------------------- | -------- |
| Поразка   | 1.   | 16 червня 2002 | Tashkent Open, Узбекистан | Тверде   | Марі-Гаяне Мікаелян | 4–6, 4–6 |

### Парний розряд: 15 (8–7)
| Легенда: до 2009      | Легенда: починаючи з 2009 |
| --------------------- | ------------------------- |
| WTA Championships (0) |                           |
| Tier I (0/1)          | Premier Mandatory (0)     |
| Tier II (0/1)         | Premier 5 (0)             |
| Tier III (1/1)        | Premier (0)               |
| Tier IV & V (3/3)     | International (4/1)       |

| Результат | Ранг | Дата            | Турнір                                    | Покриття | Партнер             | Опоненти                                | Рахунок               |
| Поразка   | 1.   | 17 червня 2001  | Tashkent Open, Узбекистан                 | Тверде   | Тетяна Перебийніс   | Петра Мандула Патріція Вартуш           | 1–6, 4–6              |
| Перемога  | 1.   | 16 червня 2002  | Tashkent Open, Узбекистан                 | Тверде   | Тетяна Перебийніс   | Мія Буріч Галина Фокіна                 | 7–5, 6–2              |
| Поразка   | 2.   | 9 лютого 2003   | Bangalore, Індія                          | Тверде   | Євгенія Куликовська | Олена Лиховцева Ірода Туляганова        | 4–6, 4–6              |
| Перемога  | 2.   | 12 жовтня 2003  | Tashkent Open, Узбекистан                 | Тверде   | Юлія Бейгельзимер   | Лі Тін Сунь Тяньтянь                    | 6–3, 7–6(7–0)         |
| Перемога  | 3.   | 8 жовтня 2006   | Tashkent Open, Узбекистан                 | Тверде   | Вікторія Азаренко   | Марія Елена Камерін Еммануель Гальярді  | w/o                   |
| Поразка   | 3.   | 22 липня 2007   | Мастерс Цинциннаті, США                   | Тверде   | Аліна Жидкова       | Бетані Маттек-Сендс Саня Мірза          | 6–7(4–7), 5–7         |
| Поразка   | 4.   | 7 жовтня 2007   | Tashkent Open, Узбекистан                 | Тверде   | Анастасія Родіонова | Катерина Деголевич Анастасія Якімова    | 6–2, 4–6 [7–10]       |
| Поразка   | 5.   | 14 жовтня 2007  | Кубок Кремля, Росія                       | Тверде   | Вікторія Азаренко   | Кара Блек Лізель Губер                  | 6–4, 1–6 [7–10]       |
| Поразка   | 6.   | 11 січня 2008   | Sydney International, Австралія           | Тверде   | Тетяна Перебийніс   | Янь Цзи Чжен Цзє                        | 4–6, 6–7(5–7)         |
| Перемога  | 4.   | 21 вересня 2008 | Guangzhou International Women's Open, КНР | Тверде   | Марія Коритцева     | Сунь Тяньтянь Янь Цзи                   | 6–4, 4–6, [10–8]      |
| Перемога  | 5.   | 20 вересня 2009 | Guangzhou International Women's Open, КНР | Тверде   | Ольга Говорцова     | Дате-Крумм Кіміко Сунь Тяньтянь         | 3–6, 6–2, [10–8]      |
| Перемога  | 6.   | 27 вересня 2009 | Tashkent Open, Узбекистан                 | Тверде   | Ольга Говорцова     | Віталія Дяченко Катерина Деголевич      | 6–2, 6–7(1–7), [10–8] |
| Поразка   | 7.   | 7 серпня 2010   | Danish Open (теніс), Данія                | Тверде   | Віталія Дяченко     | Юлія Гергес Анна-Лена Гренефельд        | 4–6, 4–6              |
| Перемога  | 7.   | 25 вересня 2010 | Tashkent Open, Узбекистан                 | Тверде   | Олександра Панова   | Александра Дулгеру Магдалена Рибарикова | 6–3, 6–4              |
| Перемога  | 8.   | 24 липня 2011   | Baku Cup, Азербайджан                     | Тверде   | Марія Коритцева     | Моніка Нікулеску Галина Воскобоєва      | 6-3, 2–6, [10–8]      |

## Фінали ITF

### Одиночний розряд: 10 (3–7)
| Легенда          |
| ---------------- |
| Турніри $100,000 |
| Турніри $75,000  |
| Турніри $50,000  |
| Турніри $25,000  |
| Турніри $10,000  |

| Результат | Ранг | Дата            | Турнір             | Покриття   | Опонент in the final | Рахунок                      |
| --------- | ---- | --------------- | ------------------ | ---------- | -------------------- | ---------------------------- |
| Поразка   | 1.   | 8 вересня 1996  | Донецьк, Україна   | Ґрунт      | Тетяна Ковальчук     | 5–7, 0–1 ret.                |
| Поразка   | 2.   | 24 серпня 1998  | Скіатос, Греція    | Килим      | Елені Даніліду       | 3–6, 4–6                     |
| Поразка   | 3.   | 9 травня 1999   | Беер-Шева, Ізраїль | Тверде     | Гіла Розен           | 2–6, 1–6                     |
| Поразка   | 4.   | 3 жовтня 1999   | Тбілісі, Грузія    | Ґрунт      | Юлія Абе             | 2–6, 0–6                     |
| Поразка   | 5.   | 6 березня 2000  | Ортізеї, Італія    | Тверде (i) | Надія Островська     | 6–4, 1–6, 6–7(6–8)           |
| Перемога  | 1.   | 2 жовтня 2000   | Батумі, Грузія     | Килим (i)  | Надія Островська     | 4–1, 4–1, 2–4, 1–4, 5–4(6–4) |
| Перемога  | 2.   | 24 вересня 2001 | Батумі, Грузія     | Килим (i)  | Надія Островська     | 7–5, 4–6, 6–3                |
| Поразка   | 6.   | 13 липня 2003   | Віттель, Франція   | Ґрунт      | Ева Бірнерова        | 4–6, 4–6                     |
| Перемога  | 3.   | 8 травня 2005   | Варшава, Польща    | Ґрунт      | Оксана Любцова       | 6–0, 4–6, 6–2                |
| Поразка   | 7.   | 15 серпня 2006  | Бронкс, США        | Тверде     | Ольга Пучкова        | 3–6, 1–6                     |

### Парний розряд: 44 (20–24)
| Результат | Ранг | Дата              | Турнір                              | Покриття   | Партнер                      | Опоненти in the final                                | Рахунок            |
| --------- | ---- | ----------------- | ----------------------------------- | ---------- | ---------------------------- | ---------------------------------------------------- | ------------------ |
| Поразка   | 1.   | 29 січня 1996     | Оренсе, Іспанія                     | Тверде (i) | Olga Glouschenko             | Анне-Маріе Міккерс Henriette van Aalderen            | 1–6, 3–6           |
| Поразка   | 2.   | 18 лютого 1996    | Фару, Португалія                    | Тверде     | Lesley Kramer                | Katrin Kilsch Клаудія Коде-Кільш                     | 7–5, 2–6, 0–6      |
| Поразка   | 3.   | 28 вересня 1997   | Бухарест, Румунія                   | Ґрунт      | Olga Glouschenko             | Віраг Чурго Жанетта Гусарова                         | 0–6, 0–6           |
| Перемога  | 1.   | 13 жовтня 1997    | Шяуляй, Литва                       | Килим (i)  | Olga Glouschenko             | Надія Островська Vera Zhukovets                      | 7–5, 6–3           |
| Поразка   | 4.   | 24 серпня 1998    | Скіатос, Греція                     | Килим      | Marina Lazarovska            | Елені Даніліду Evagelia Roussi                       | 6–3, 4–6, 2–6      |
| Перемога  | 2.   | 28 вересня 1998   | Тбілісі, Грузія                     | Ґрунт      | Olga Glouschenko             | Маргаліта Чахнашвілі Sophia Managadze                | 6–2, 6–4           |
| Поразка   | 5.   | 1 листопада 1998  | Мінськ, Білорусь                    | Ґрунт      | Olga Glouschenko             | Анастасія Родіонова Катерина Панюшкіна               | 5–7, 7–5, 3–6      |
| Поразка   | 6.   | 15 листопада 1998 | Рамат-га-Шарон, Ізраїль             | Тверде     | Olga Glouschenko             | Кім Клейстерс Жустін Енен                            | 2–6, 0–6           |
| Поразка   | 7.   | 15 березня 1999   | Ашкелон, Ізраїль                    | Тверде     | Надія Островська             | Рейчел Макквіллан Луїс Флемінг                       | 3–6, 2–6           |
| Поразка   | 8.   | 25 квітня 1999    | Желос, Франція                      | Ґрунт      | Софі Жорже                   | Труді Мусгрейв Бріанн Стюарт                         | 6–1, 4–6, 3–6      |
| Перемога  | 3.   | 3 травня 1999     | Беер-Шева, Ізраїль                  | Тверде     | Надія Островська             | Наталі Кахана Ципора Обзилер                         | 6–1, 6–4           |
| Перемога  | 4.   | 24 травня 1999    | Будапешт, Угорщина                  | Ґрунт      | Аліче Канепа                 | Ева Бес Маріам Рамон Клімент                         | 6–3, 6–0           |
| Перемога  | 5.   | 11 липня 1999     | Дармштадт, Німеччина                | Ґрунт      | Петра Мандула                | Людмила Ріхтерова Monika Mastalirová                 | 6–3, 6–1           |
| Перемога  | 6.   | 25 жовтня 1999    | Мінськ, Білорусь                    | Килим (i)  | Марина Стець                 | Яна Макурова Габріела Навратілова                    | 6–4, 6–2           |
| Поразка   | 9.   | 13 грудня 1999    | Prague-Průhonice, Чехія             | Тверде (i) | Надія Островська             | Мартина Суха Гелена Вілдова                          | 3–6, 6–2, 2–6      |
| Поразка   | 10.  | 10 квітня 2000    | Мальє, Італія                       | Килим      | Светлана Кривенчева          | Аліче Канепа Марія Паола Дзавальї                    | 1–6, 4–6           |
| Поразка   | 11.  | 3 липня 2000      | Чивітанова-Марке, Італія            | Ґрунт      | Євгенія Куликовська          | Роса Марія Андрес Родрігес Кончіта Мартінес Гранадос | 2–6, 3–6           |
| Перемога  | 7.   | 8 жовтня 2000     | Батумі, Грузія                      | Килим      | Тетяна Перебийніс            | Маріана Діас-Оліва Ева Дірберг                       | 1–4, 4–2, 4–1, 4–2 |
| Перемога  | 8.   | 24 вересня 2001   | Батумі, Грузія                      | Килим      | Каталін Мароші               | Надія Островська Анастасія Родіонова                 | 6–3, 7–6(7-3)      |
| Поразка   | 12.  | 2 травня 2003     | Сен-Годан (Верхня Гаронна), Франція | Ґрунт      | Анастасія Родіонова          | Євгенія Куликовська Тетяна Перебийніс                | 6–7(8–10), 3–6     |
| Перемога  | 9.   | 13 липня 2003     | Віттель, Франція                    | Ґрунт      | Юлія Бейгельзимер            | Ева Бірнерова Лібуше Прушова                         | 6–3, 6–2           |
| Перемога  | 10.  | 18 серпня 2003    | Бронкс, США                         | Тверде     | Юлія Бейгельзимер            | Мара Сантанджело Селіма Сфар                         | 6–4, 7–5           |
| Поразка   | 13.  | 14 вересня 2003   | Денен, Франція                      | Ґрунт      | Юлія Бейгельзимер            | Мара Сантанджело Антонелла Серра-Дзанетті            | 5–7, 3–6           |
| Поразка   | 14.  | 2 листопада 2003  | Пуатьє, Франція                     | Тверде (i) | Юлія Бейгельзимер            | Каролін Денін Б'янка Ламаде                          | 5–7, 2–6           |
| Поразка   | 15.  | 10 листопада 2003 | Юджин, США                          | Тверде     | Аліна Жидкова                | Терін Ешлі Шенай Перрі                               | 6–3, 2–6, 4–6      |
| Перемога  | 11.  | 7 червня 2004     | Вадуц, Ліхтенштейн                  | Ґрунт      | Анастасія Родіонова          | Кіра Надь Марія Вольфбрандт                          | 6–3, 6–4           |
| Перемога  | 12.  | 3 квітня 2005     | Огаста, США                         | Тверде     | Анастасія Родіонова          | Фудзівара Ріка Обата Саорі                           | 7–6(7–3), 6–0      |
| Перемога  | 13.  | 5 квітня 2005     | Tunica Resorts, США                 | Ґрунт      | Анастасія Родіонова          | Едіна Галловіц Варвара Лепченко                      | 6–2, 6–4           |
| Поразка   | 16.  | 26 квітня 2005    | Таранто, Італія                     | Ґрунт      | Надія Островська             | Мервана Югич-Салкич Дарія Юрак                       | 3–6, 7–6(7–3), 3–6 |
| Поразка   | 17.  | 7 травня 2005     | Варшава, Польща                     | Ґрунт      | Анастасія Родіонова          | Кароліна Косіньська Аліція Росольська                | 6–4, 2–6, 6–7(3–7) |
| Поразка   | 18.  | 23 липня 2005     | Галатіна, Італія                    | Ґрунт      | Ярміла Вулф                  | Кейсі Деллаква Lucia Gonzalez                        | 4–6, 3–6           |
| Перемога  | 14.  | 7 серпня 2005     | Вашингтон, США                      | Ґрунт      | Антипіна Олена Володимирівна | Дженніфер Гопкінс Янь Цзи                            | 6–4, 6–4           |
| Поразка   | 19.  | 16 серпня 2005    | Бронкс, США                         | Тверде     | Анастасія Якімова            | Лі Тін Сунь Тяньтянь                                 | 6–2, 2–6, 4–6      |
| Перемога  | 15.  | 15 листопада 2005 | Тусон (Аризона), США                | Тверде     | Вікторія Азаренко            | Марія Фернанда Алвеш Мелінда Цінк                    | 4–6, 7–6, 6–1      |
| Поразка   | 20.  | 30 січня 2006     | Ортізеї, Італія                     | Килим      | Анастасія Якімова            | Луціє Градецька Владіміра Угліржова                  | 4–6, 2–6           |
| Перемога  | 16.  | 14 травня 2006    | Джунія, Ліван                       | Ґрунт      | Анастасія Якімова            | Марія Хосе Архері Letícia Sobral                     | 6–4, 7–6(7-5)      |
| Runner–up | 21.  | 26 листопада 2006 | Пуатьє, Франція                     | Тверде (i) | Дар'я Кустова                | Юлія Бейгельзимер Юліана Федак                       | 5–7, 3–6           |
| Runner–up | 22.  | 4 лютого 2007     | Ортізеї, Італія                     | Килим (i)  | Дар'я Кустова                | Ольга Виметалкова Марія Коритцева                    | 3–6, 6–4, 3–6      |
| Перемога  | 17.  | 4 березня 2007    | Лас-Вегас, США                      | Тверде     | Вікторія Азаренко            | Марет Ані Альберта Бріанті                           | 6–2, 6–4           |
| Перемога  | 18.  | 13 травня 2007    | Джунія, Ліван                       | Ґрунт      | Анастасія Якімова            | Меделіна Гожня Моніка Нікулеску                      | 7–5, 6–0           |
| Перемога  | 19.  | 10 листопада 2008 | Мінськ, Білорусь                    | Тверде (i) | Аліса Клейбанова             | Леся Цуренко Анастасія Полторацька                   | 6–1, 6–2           |
| Перемога  | 20.  | 8 березня 2009    | Форт-Волтон-Біч, США                | Тверде     | Олександра Панова            | Катерина Бичкова Катерина Деголевич                  | 6–2, 6–2           |
| Runner–up | 23.  | 14 квітня 2009    | Чивітавекк'я, Італія                | Ґрунт      | Дар'я Кустова                | Еріка Краут Орелі Веді                               | 1–6, 1–6           |
| Поразка   | 24.  | 21 листопада 2009 | Братислава, Словаччина              | Тверде (i) | Аріна Родіонова              | Софія Арвідссон Міхаелла Крайчек                     | 3–6, 4–6           |

## Досягнення в парному розряді Великого Шлему
| Турнір                                 | 2000 | 2001 | 2002 | 2003 | 2004 | 2005 | 2006 | 2007 | 2008 | 2009 | 2010 | 2011 |
| -------------------------------------- | ---- | ---- | ---- | ---- | ---- | ---- | ---- | ---- | ---- | ---- | ---- | ---- |
| Відкритий чемпіонат Австралії з тенісу | 1р   | 1р   | 1р   | 1р   | 2р   | 1р   | A    | A    | 2р   | 2р   | 1р   | 1р   |
| Відкритий чемпіонат Франції з тенісу   | 2р   | 2р   | 1р   | 1р   | 1р   | A    | 1р   | 2р   | 2р   | 1р   | 1р   | 1р   |
| Вімблдонський турнір                   | 1р   | 2р   | 2р   | 1р   | 2р   | 1р   | 1р   | A    | 1р   | 3р   | 1р   | 2р   |
| Відкритий чемпіонат США з тенісу       | 1р   | 2р   | 1р   | 2р   | 1р   | A    | A    | 2р   | 3р   | 1р   | 1р   | 2р   |